# Никал, Бо
Бо́ Дин Ни́кал (англ. Bo Dean Nickal; род. 14 января 1996 года, Райфл, штат Колорадо, США) — американский боец смешанных единоборств, выступающий в среднем весе UFC и бывший борец вольного и студенческого стиля. Победитель чемпионата мира среди спортсменов до 23 лет 2019 года.

## Биография
Бо родился 14 января 1996 года в маленьком городе Райфл, штат Колорадо, США. В начальной школе переехал в Вайоминг, где начал заниматься борьбой.

## Спортивная карьера

### Студенческая борьба
В студенческой борьбе (фолкстайл) Бо имеет три золотые медали национального чемпионата NCAA (2017, 2018, 2019) в составе команды университета штата Пенсильвания.

### Вольная борьба
В 2013 году принял участие на первенстве мира среди кадетов, где занял 5 место в весе до 76 кг. 
В 2019 году выиграл открытый чемпионат США в весовой категории до 92 кг. На Первенстве мира среди борцов до 23 лет 2019 выиграл золотую медаль. 
В январе 2020 принял участие на турнире "Маттео Пелликоне" в Италии и добыл бронзовую медаль. 
В апреле 2021 попытался отобраться на Летние Олимпийские игры 2020, но проиграл отбор своему одноклубнику по университету Дэвиду Тейлору.

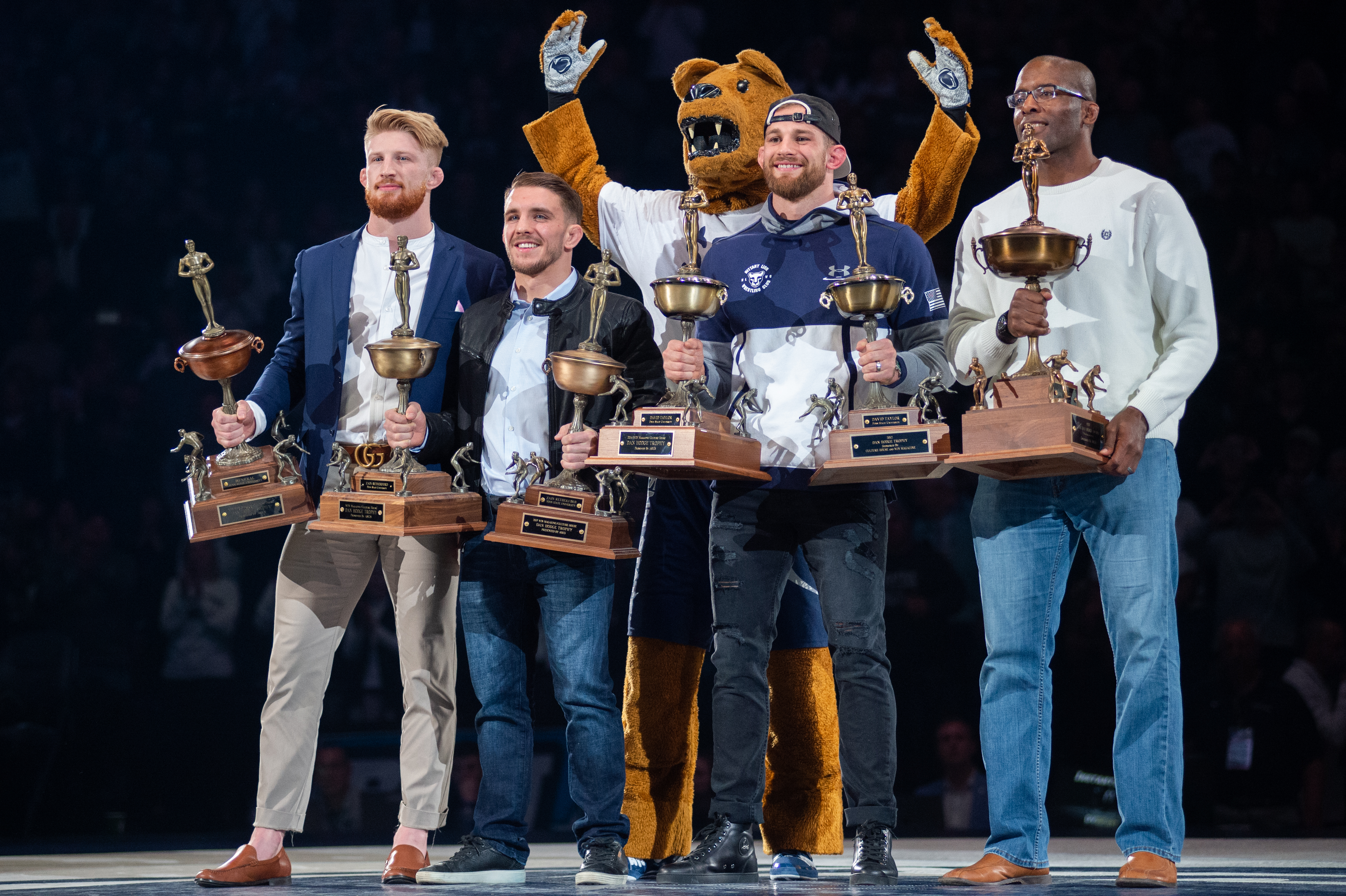
Никал (крайний слева)

## Карьера в смешанных единоборствах
После неудачной попытки попасть в олимпийскую сборную США принял решение перейти в смешанные единоборства.
3 июня 2022 года на турнире организации Хорхе Масвидаля iKon FC 3 провел первый бой в новом для себя виде спорта. Соперником стал Джон Ноланд, которого он отправил в нокаут за 33 секунды.
9 августа 2022 года на 3 неделе Претендентской серии Дэйны Уайта-2022 встретился с Заком Боррего и задушил его со спины чуть более чем за 1 минуту.
27 сентября того же года на 10 неделе Претендентской серии Дэйны Уайта-2022 вновь задушил своего соперника, на этот раз уже Донована Бирда за 52 секунды и получил контракт с UFC.

### Ultimate Fighting Championship
4 мая 2023 года дебютировал в организации на UFC 285. Никал в первой половине первого раунда задушил ручным треугольником Джейми Пикетта и был награжден бонусом за «Выступление вечера».
8 июля 2023 года на UFC 290 должен был встретиться с участником 29 сезона шоу The Ultimate Fighter Трешоном Гором, но после того как соперник выбыл из-за травмы ладьевидной кости, на бой против Никала вышел ямаец Вэл Вудбёрн. Бо нокаутировал своего оппонента за 38 секунд и довел свой профессиональный рекорд до 5-0.
13 апреля 2024 года выиграл свой второй бой в организации на турнире UFC 300, победив удушающим приемом во втором раунде своего соотечественника Коди Брандейджа.
16 ноября 2024 года выступил на турнире основного карда UFC 309 в Нью-Йорке, США. В бою ему противостоял шотландский спортсмен Пол Крейг, бой прошёл все три раунде, где все три судьи отдали победу Бо.

## Титулы и достижения

### Студенческая борьба
- Чемпионат NCAA-1 (2017, 2018, 2019) — ;

### Вольная борьба
- Первенство мира до 23 лет (2019) — ;

### Смешанные единоборства
Ultimate Fighting Championship
- Бонус за «Выступление вечера» (один раз): против Джейми Пикетта.

## Статистика в профессиональном ММА
| Боёв 7   | Побед 7 | Поражений 0 |
| -------- | ------- | ----------- |
| Нокаутом | 2       | 1           |
| Сдачей   | 4       | 0           |
| Решением | 1       | 0           |

| Результат | Рекорд | Соперник        | Способ                               | Турнир                                           | Дата             | Раунд | Время | Место                  | Примечание                                                                |
| --------- | ------ | --------------- | ------------------------------------ | ------------------------------------------------ | ---------------- | ----- | ----- | ---------------------- | ------------------------------------------------------------------------- |
| Поражение | 7-1    | Ренье Де Риддер | TKO (колено в корпус)                | UFC on ESPN: Сэндхэген vs. Фигейреду             | 3 мая 2025       | 2     | 1:53  | Де-Мойн, Айова, США    |                                                                           |
| Победа    | 7-0    | Пол Крейг       | Единогласное решение                 | UFC 309                                          | 16 ноября 2024   | 3     | 5:00  | Нью-Йорк, США          |                                                                           |
| Победа    | 6-0    | Коди Брандейдж  | Сдача (удушение сзади)               | UFC 300                                          | 13 апреля 2024   | 2     | 3:38  | Лас-Вегас, Невада, США |                                                                           |
| Победа    | 5-0    | Вэл Вудбёрн     | Технический нокаут (удары)           | UFC 290                                          | 8 июля 2023      | 1     | 0:38  | Лас-Вегас, Невада, США |                                                                           |
| Победа    | 4-0    | Джейми Пикетт   | Удушающий приём (ручной треугольник) | UFC 285                                          | 4 марта 2023     | 1     | 2:54  | Лас-Вегас, Невада, США | Дебют в UFC. «Выступление вечера»                                         |
| Победа    | 3-0    | Донован Бирд    | Удушающий приём (треугольник)        | Претендентская серия Дэйны Уайта 2022: 10 неделя | 27 сентября 2022 | 1     | 0:52  | Лас-Вегас, Невада, США |                                                                           |
| Победа    | 2-0    | Зак Боррего     | Удушающий приём (сзади)              | Претендентская серия Дэйны Уайта 2022: 3 неделя  | 9 августа 2022   | 1     | 1:02  | Лас-Вегас, Невада, США | Бой в промежуточном весе 85 кг. Боррего не уложился в лимит среднего веса |
| Победа    | 1-0    | Джон Ноланд     | Нокаут (удар)                        | Jorge Masvidal's iKon FC 3                       | 3 июня 2022      | 1     | 0:33  | Ричмонд, Виргиния, США | Дебют в среднем весе ММА                                                  |